# 銀河 (列車)
銀河（ぎんが）は、日本国有鉄道（国鉄）および、その分割民営化後は東日本旅客鉄道・東海旅客鉄道・西日本旅客鉄道が、東海道本線の東京駅 - 大阪駅間で運行していた寝台急行列車である。また、最後の『寝台急行』でもあった。列車名は、天体の銀河に因んでいる。
本項では、東京駅 - 大阪駅間で運転されていたその他の急行列車についても記述する。

## 概要

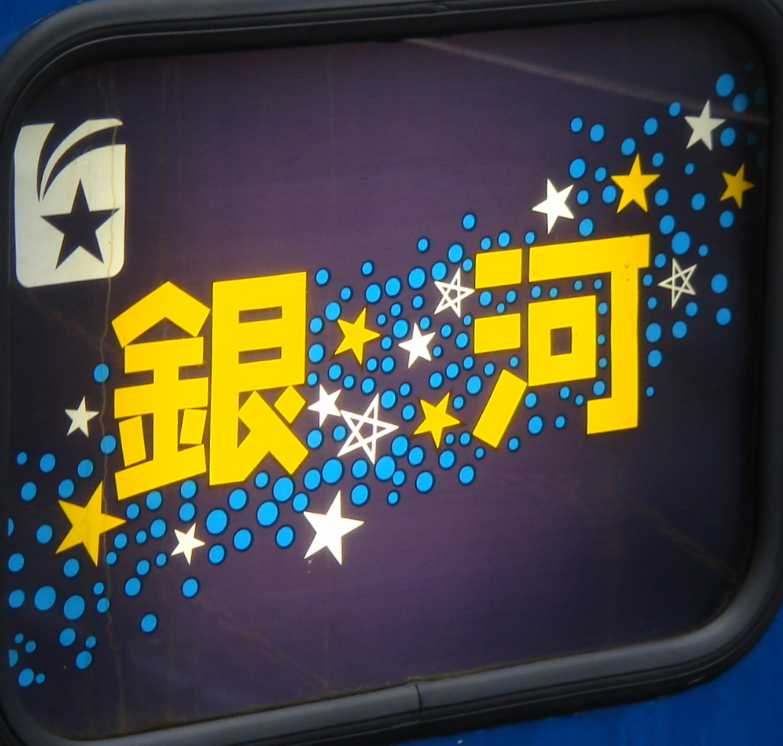
「銀河」のイラストマーク

1949年（昭和24年）9月に東京駅 - 神戸駅間で、これまで一等車・二等車のみで組成された夜行急行列車である15・16列車に「銀河」の愛称を与えて運転を開始したのが始まりである。列車最後尾には特急列車並みの行灯式テールマークが取り付けられた。
しかし戦前の名士列車に準えた豪華な編成が仇となって利用が伸び悩み、戦後混乱期の当時はまだ混雑する列車が多い中でがらがら状態で走っていたため非難を浴びることになり、わずか9日後の9月24日には三等車を連結するようになりテールマークも外された。
1976年頃より運行距離（営業キロ556.4 km）から特急列車化も考えられたが、東京駅 - 大阪駅間では有効時間帯の問題からさほど所要時間も変わらないことから「単なる値上げ」とも取られかねず、また繁忙期に運転されていた「銀河」の臨時増発列車は座席車中心で編成されていたこともあり、急行列車として存置された。
2000年代に入ってからは車両の老朽化や利用客の低迷が続き、2008年3月15日のダイヤ改正で廃止された。JR西日本は廃止した理由を、新幹線や飛行機、高速バスが整備されるとともに、格安な宿泊施設が増えたことにより、宿泊設備を持つ列車の競争力が下がったためとしている。

## 運行概況

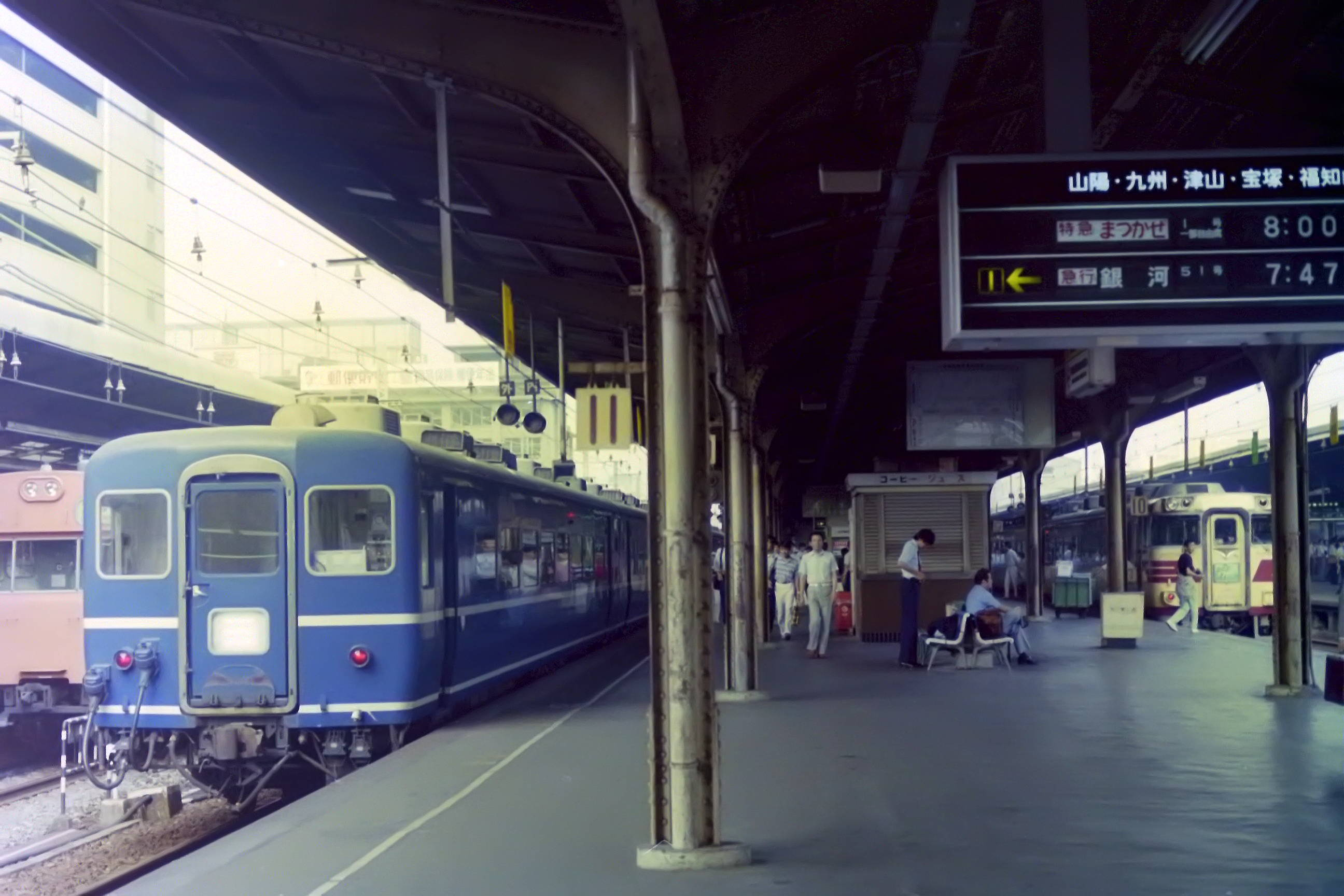
14系座席車による臨時「銀河51号」

東京・大阪ともに朝7時前後に到着するダイヤであったため、ターミナルから距離のある場所でも朝一番から活動可能であった。途中駅で停車時間を多めにとることなどで到着時刻を調整していた。列車番号は下りが101列車、上りが102列車であった。
運転開始当初は1往復であったが、1968年10月に東京駅 - 大阪駅間で運行されていた寝台急行「明星」が統合されて「銀河」は2往復になった。また、急行「なにわ」の廃止により、全車座席車で大阪駅発着の季節列車も1往復設定されていたが、1975年に1往復が特急列車に変更されて以降は、廃止されるまで定期列車は1往復が運転されていた。
1998年7月からは臨時の「銀河」81号・82号のダイヤを利用して、285系電車「サンライズエクスプレス」による寝台特急「サンライズゆめ」が運転を開始し、しばらくは運転日が重複しないように考慮されていたが、その後は「サンライズゆめ」に変更された。

### 停車駅
東京駅 - 品川駅 - 横浜駅 - 大船駅 - 小田原駅 - 熱海駅 - 〔沼津駅〕 - 〔富士駅〕 - （静岡駅） - 〔名古屋駅〕 - （岐阜駅） - 米原駅 - 大津駅 - 京都駅 - 新大阪駅 - 大阪駅
- （　）は下り列車のみ停車、〔　〕は上り列車のみ停車。

### 使用車両・編成
機関車は東日本旅客鉄道（JR東日本）の田端運転所配置でEF65形電気機関車が牽引した。スーパーエクスプレスレインボーの牽引指定機関車が充当されることもあった。特急ではなく急行のため、機関車にヘッドマークは装着されなかった。
客車はJR西日本の宮原総合運転所に配置される24系客車7両（繁忙期には9両）が使用された。全車寝台車で編成され、開放式のA寝台・B寝台のみを連結し、個室や座席車は連結されなかった。
A寝台は開放二段式・定員は28名で1号車とされ、喫煙室および更衣室があった。1号車以外はすべて二段式のB寝台で、定員は32名または34名であった。車内販売は営業していなかった。
電源車カニ24はトワイライトエクスプレス色の車両が連結されることがあり、ごくまれにEF65形レインボー色との組合わせも見られた。
なお、廃止時に使用された24系客車などはタイ国有鉄道から譲渡の依頼があり、日本から輸送して使用されている。日本からタイ王国に送られた客車は100両を超えているといわれている。

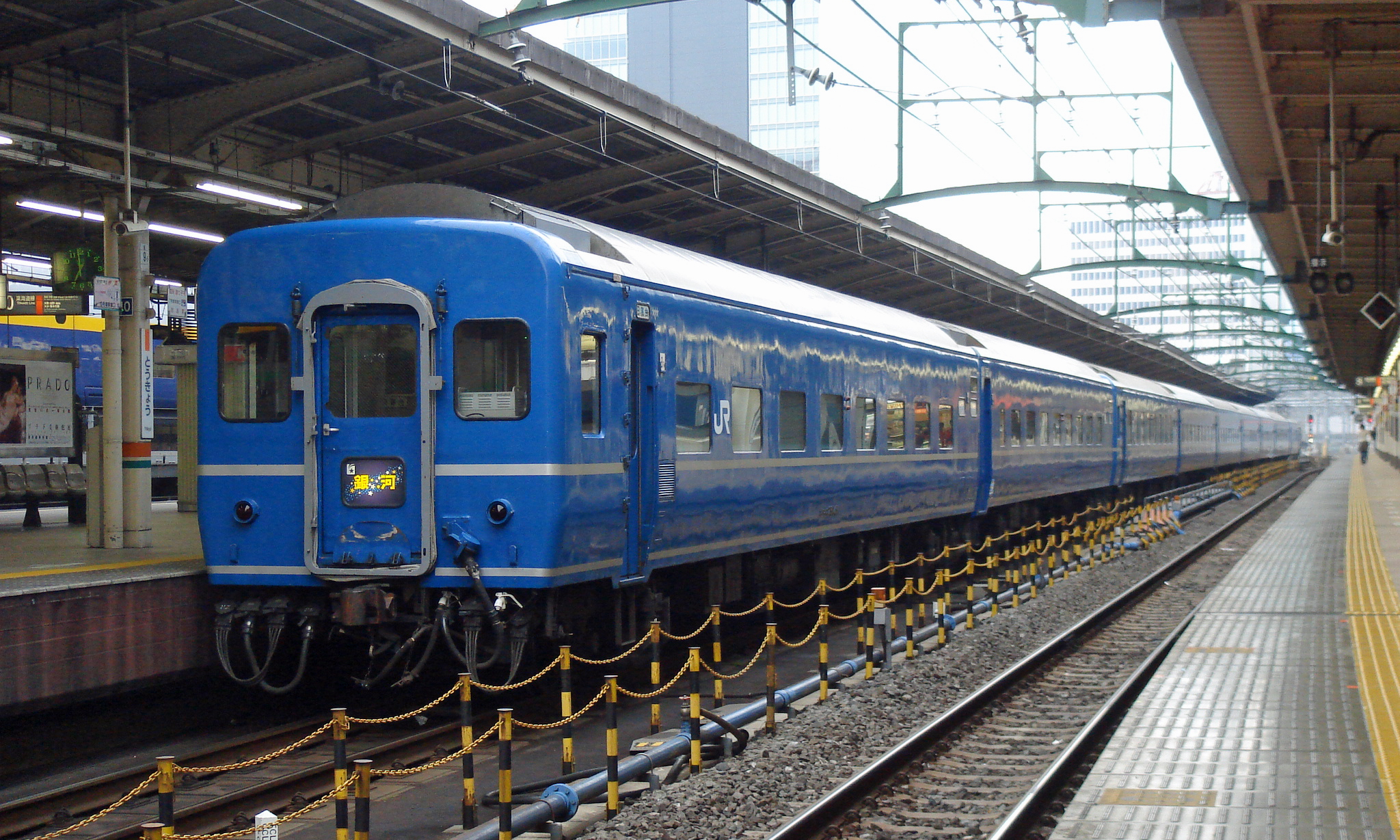
24系客車 （2006年3月 東京）
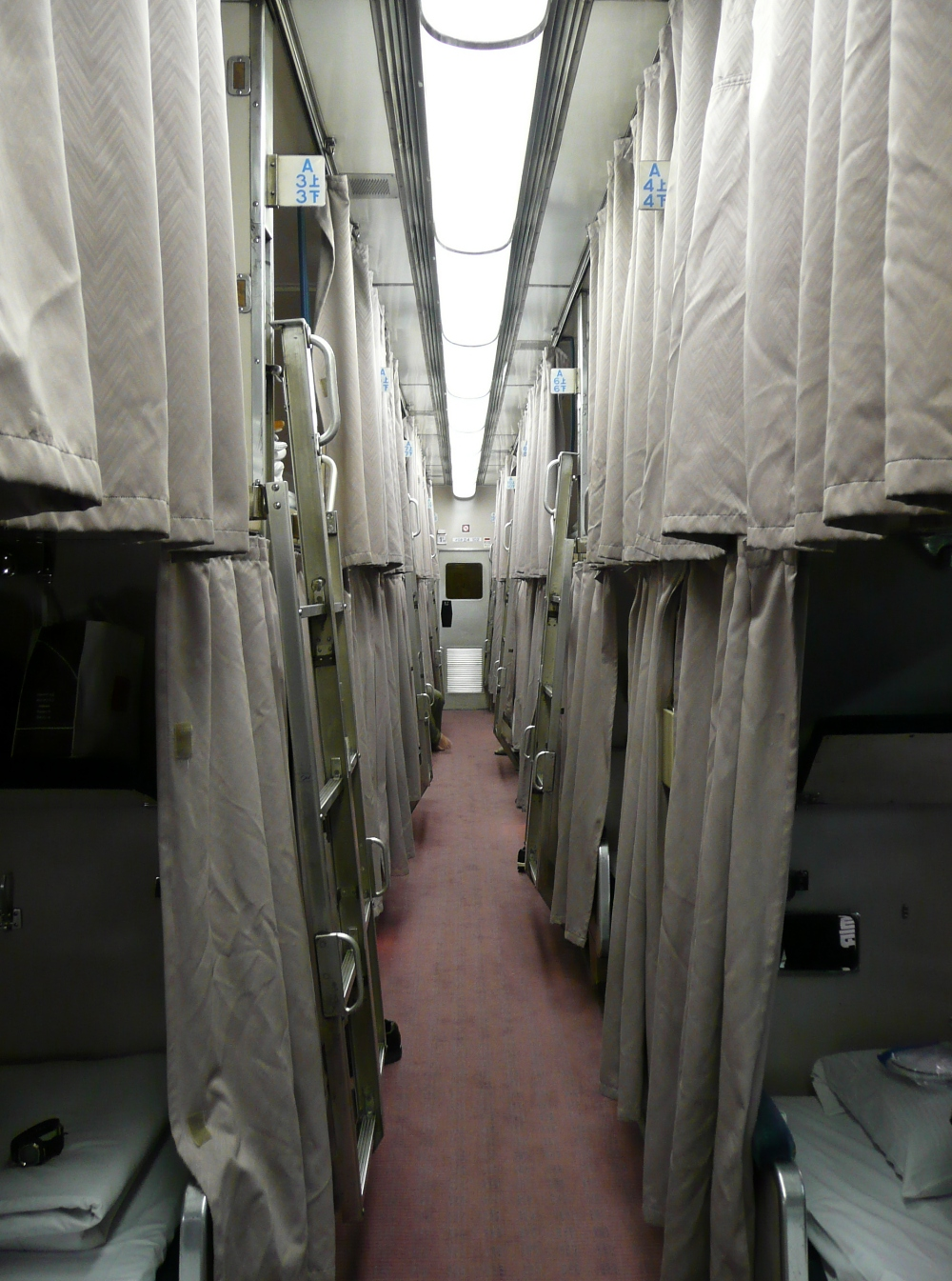
24系開放式A寝台の車内（2007年8月）
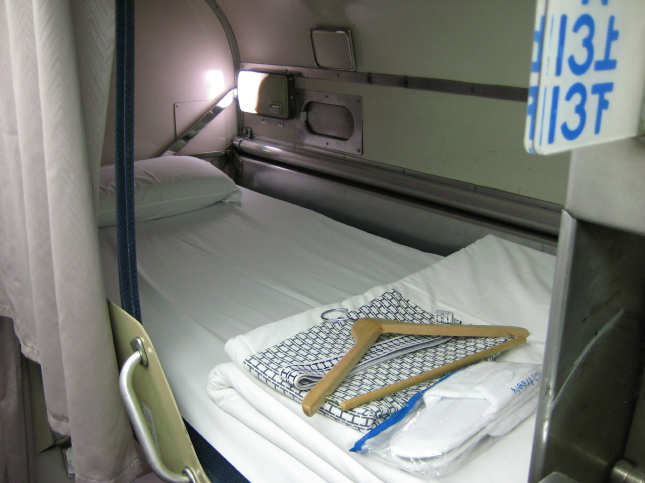
24系開放式A寝台の上段（2008年2月）
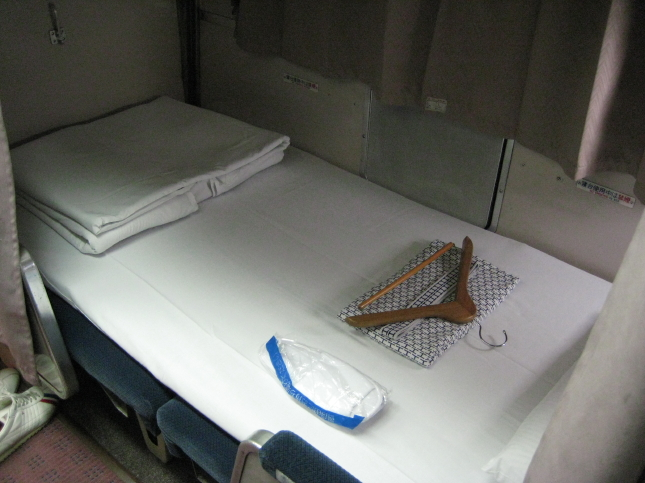
24系開放式A寝台の下段（2008年2月）
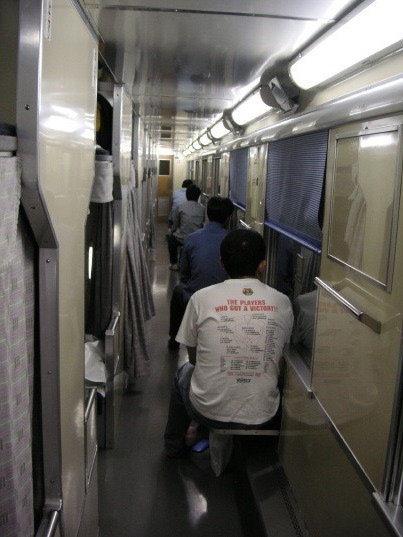
24系開放式B寝台の車内（2006年5月）
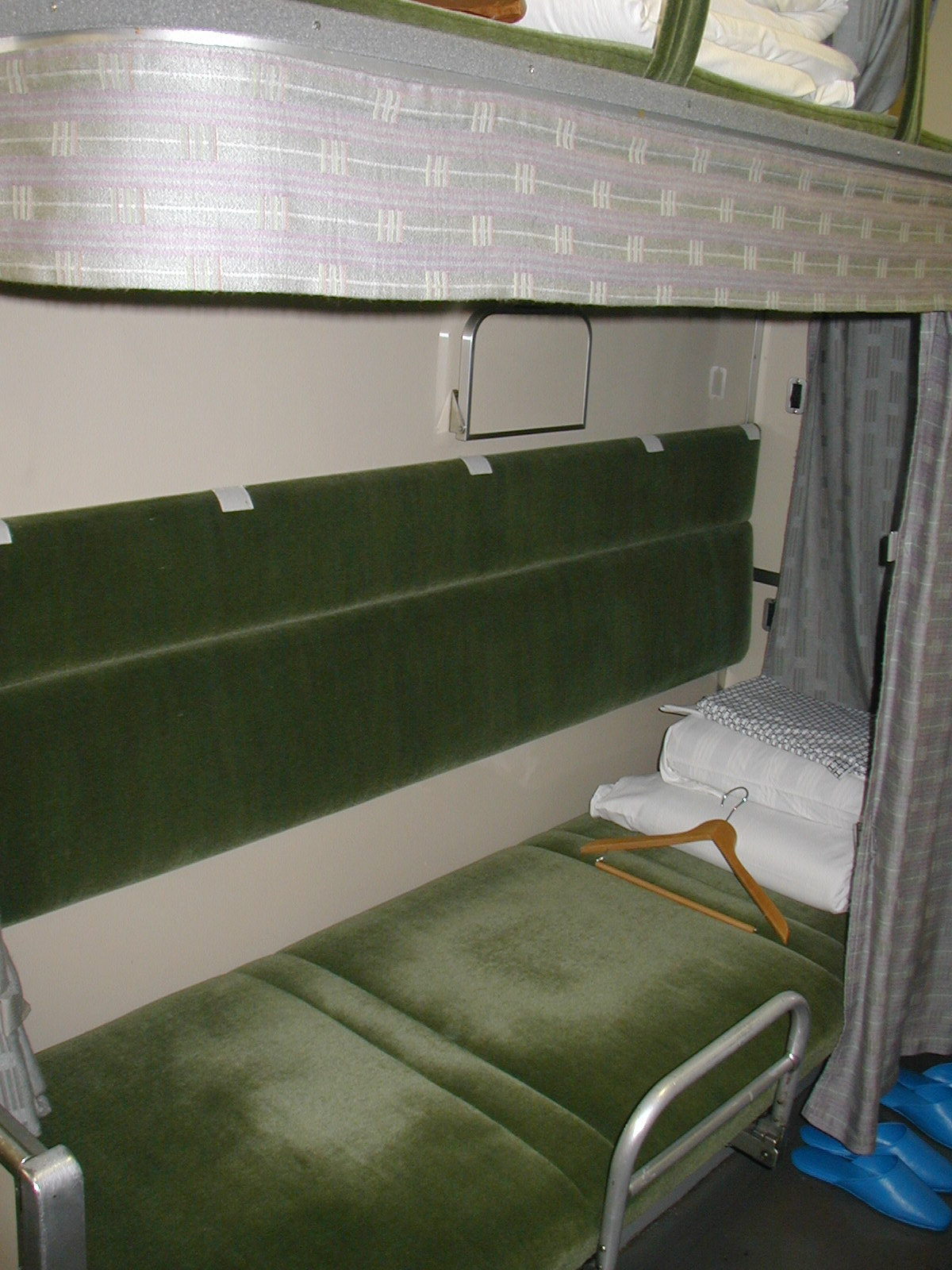
「銀河」のB寝台（下段）

### 過去の使用車両
夜行急行列車としては、従来、10系客車を含めた旧型客車（こちらの表では「鋼製制式客車」が該当する）が用いられることが多く、当然ながら運行当初よりそれらが用いられた。
しかし、たとえば運行当初でも当時では東海道・山陽本線でのみ用いられた旧一等寝台車"マロネ40・41形客車"や、旧型車両末期の1970年代中庸には座席指定車としてかつての特急用三等車スハ44・スハフ44を用いるなど、編成をつぶさに見ると他の夜行急行列車のそれとは差異があった。
1976年2月20日から使用を開始した20系客車は当時まだ寝台特急として用いられており、特急用である同車両が急行列車に転用される初例となった。また、これ以降急行用の寝台車として主流であったオハネ10系寝台車の置き換えが20系客車を格下げする形で進められるようになった。
その後、1985年3月には14系客車に置き換えられたが、1年8ヶ月後の1986年11月には24系客車に再度置き換えられた。
一時向日町運転所所属の581・583系への置換も検討され、イラスト入りマークや方向幕も準備されたが、最終的には見送られた。

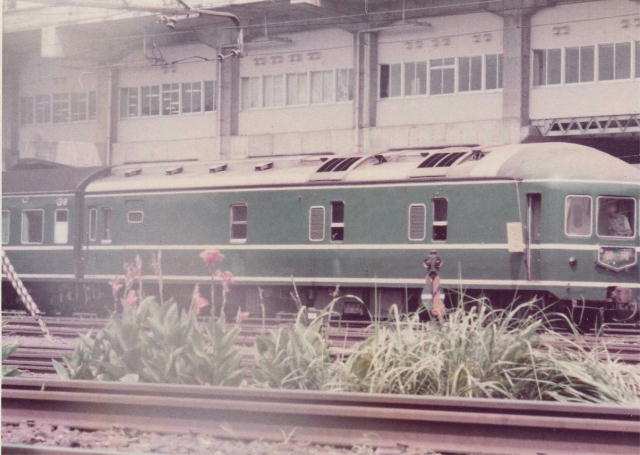
20系客車 （1983年8月 宮原客車区）
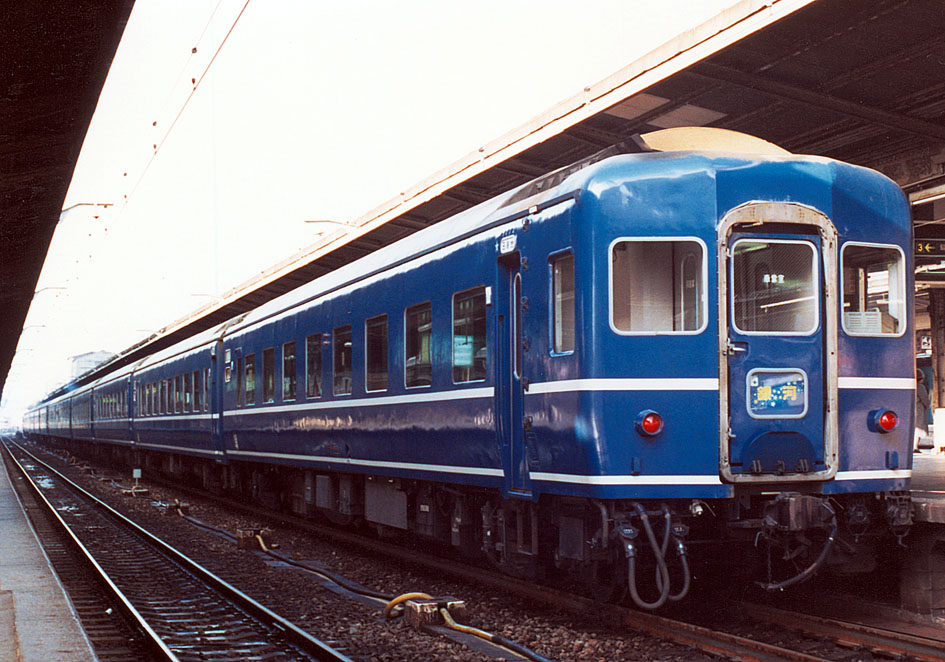
14系客車 （1985年頃 大阪駅）

### 担当乗務員区所
運転士は各自社線内を担当していた。
- 車掌

全区間JR西日本大阪車掌区が担当していた。

## 利用状況
東京と大阪を結ぶ主たる交通機関である東海道新幹線や航空会社各社の最終便より遅い時間に出発し、翌朝の新幹線の始発列車に乗るよりも早い時間に東京駅・大阪駅に到着できることから、これらの空白時間帯を埋める存在の一つとして有力な選択肢となっていたが、国鉄分割民営化後の1987年当時に8割程度あった乗車率も、2007年には4割程度まで落ち込んでいた。
東京駅 - 大阪駅間という以前は夜行列車でも需要が見込めた区間や、上記の通り新幹線の走らない非有効時間帯を利用して移動できるメリットがあった。東京と大阪をB寝台利用で移動する場合、「のぞみ」の普通車指定席で移動した場合の運賃・料金の合計額とほとんど変わらないことが売りで、利用者層はビジネス客が多く利用していた。
2000年代に入ってからは夜行列車の衰退の影響を受けゴールデンウィークやお盆・年末年始など一部の期間を除けば低迷しており、2006年の平均乗車率は40%強であった。乗車率が低下した要因として、東海道新幹線が早朝・深夜に運行されるようになったことや、ツアーバスを含む夜行バスの普及、ホテル宿泊料金の価格破壊などといった影響によるビジネス客の利用減少があった。このため晩年は減車を余儀なくされ、A寝台・B寝台とも開放式寝台のみで寝台特急には連結されていた個室寝台がなかったことや、車両の老朽化もあり季節列車（臨時列車）への格下げや廃止説もたびたび浮上した。
2008年3月中旬のダイヤ改正で「あかつき」「なは」とともに廃止になる見込みと一部報道機関によって報じられた後に存続を求める声があり、大船駅の東海道線下りホームには利用を促すポスターも掲出されたことがあった。

## 東京対大阪夜行急行列車群

### 明星
1948年7月に「銀河」に続いて、東京駅 - 大阪駅間で運転を開始した急行列車。運転開始当初は臨時列車で、列車名が付与されていなかった。翌年1949年9月に定期列車化されたが、「明星」の列車名が付与されたのは1950年11月であった。1956年3月に三等寝台車が連結されるまでは座席車のみの車両で運転されており、同年11月からは二等寝台車も連結されるようになった。
1961年3月に「金星」が運転開始したことにより寝台列車化されたが、東海道新幹線の開業により利用客が減少、列車愛称統合もあり、1968年10月に「銀河」へ統合されて廃止。

### 彗星
東京駅 - 大阪駅間で1949年9月から1964年9月まで運転されていた夜行急行列車。運転開始当初は列車名が付与されていなかったが、車両設備が「銀河」と差が無いためか関西では「流星」の列車名で呼ばれていた。1950年11月に正式に「彗星」の列車名が付与された。
1956年11月に「出雲」が東海道本線内で単独運転とするために「彗星」は不定期列車に変更されたが、1957年10月に全国の夜行急行列車に先駆けて寝台列車化された。1962年5月からビュフェ式食堂車オシ16形「サロンカー」が連結されていた。

### 月光
1953年11月から1965年9月まで東京駅 - 大阪駅間で運転されていた夜行急行列車で、「月光」の運転開始により東海道本線の夜行急行列車は4往復に増発され、慢性的な輸送力不足は解消されるようになった。座席車は運転開始当初から連結されていたが、東海道本線でも電車運転が行われるようになると、1961年10月に座席車の連結が取りやめられ、寝台列車として運転されるようになった。

### あかつき
混雑が慢性化していた東京駅 - 大阪駅間の急行列車の混雑緩和を目的として、1958年10月から1961年9月までと、1962年6月から1964年9月まで運転されていた急行列車である。
運転開始当初はすべて座席車の不定期列車であったが、1959年9月に寝台列車化されて毎日運転の不定期列車となった。1961年10月に「銀河」「月光」「金星」が一斉に寝台列車化されたため、「あかつき」が廃止されたが、ビジネスマンから快適な寝台列車の人気が高かったため、1962年6月に不定期列車の「第2六甲」が寝台列車化されて「あかつき」に改称されて復活した。それでも「あかつき」は不定期列車のままであったが、1962年10月にようやく定期列車化され、東海道新幹線が開業する1964年10月に廃止されるまで運転されていた。

### 金星
1961年3月に東京駅 - 大阪駅間で運転を開始し、定期列車として初めて電車で運転される夜行急行列車であった。「なにわ」と共通運用であったため、153系の運用効率が高まり、以降は客車で運転されている夜行急行列車の寝台列車化が進められることになった。1961年10月に客車化と同時に寝台列車化が行われ、東京駅 - 京都駅間では、下りは観光団体専用列車と、上りは「出雲」と併結運転されていたが、その後も単独運転になることはなく、1965年10月に東海道本線夜行急行としての「金星」は廃止された。

### いこま・よど・六甲
「いこま」「よど」「六甲」はいずれも1961年10月に東京駅 - 大阪駅間で運転を開始した急行列車。昼行1往復、夜行1往復がいずれも153系12両編成で運転されていた。なお、「いこま」の夜行列車は不定期列車であった。
1962年6月には「よど」「六甲」は夜行列車が廃止されて1往復になり、「いこま」は1965年10月に毎日運転の臨時列車として夜行列車の1往復のみの運転に変更され、東海道本線の座席夜行急行列車は削減が進められていった。1965年10月に「よど」「六甲」が廃止され、最後まで残った「いこま」についても1968年10月に廃止された。
列車名の由来は、「いこま」が大阪府と奈良県の府県境に位置する生駒山、「よど」が大阪湾に流れ注ぐ淀川、「六甲」が神戸市の東西に連なる六甲山地の最高峰である六甲山である。

### すばる
1963年10月から1964年9月まで東京駅 - 大阪駅間で運転されていた夜行急行列車。東海道新幹線の開業によってわずか1年で廃止された。
当時の寝台急行は、寝台料金を払っても快適に旅をしたいという要望が強かったが、線路容量が一杯でこれ以上の増発ができる状態ではなかったため、「なにわ」の1往復を削減して「すばる」が運転されていた。
列車名は、おうし座の散開星団であるプレアデス星団の和名が由来となっている。

## 沿革

### 夜行急行列車の整備
- 1947年（昭和22年）
  - 6月21日：東京駅 - 大阪駅間に、急行103・104列車が運転開始。戦前は海外渡航の観点から[要出典]神戸駅発着となっていたが、占領下のため大阪駅発着での運転となった。
  - 7月：急行103・104列車が11・12列車に変更。
- 1948年（昭和23年）7月1日：東京駅 - 大阪駅間で、急行2017・2018列車が運転開始。
- 1949年（昭和24年）
  - 9月15日：ダイヤ改正により、11・12列車が15・16列車に変更され、急行「銀河」として運転開始[1]。東京駅 - 大阪駅間で、急行17・18列車が運転開始。同区間の急行は3往復になる。
- 1950年（昭和25年）
  - 10月1日：ダイヤ改正により、「銀河」の運転区間が東京駅 - 神戸駅間に延長[1]。急行17・18列車が15・16列車に変更される。
  - 11月8日：急行2017・2018列車に「明星」、急行15・16列車に「彗星」と命名される。
- 1953年（昭和28年）11月11日：東京駅 - 大阪駅間で急行「月光」が運転開始。
- 1956年（昭和31年）
  - 3月20日：「銀河」に三等寝台車が連結開始[1]。
  - 11月19日：東京駅 - 大阪駅間で急行「なにわ」が運転開始。
- 1958年（昭和33年）10月1日：東京駅 - 大阪駅間で不定期列車として急行「あかつき」が運転開始。
- 1959年（昭和34年）9月22日：「あかつき」が廃止。

### 急行列車の増発
- 1960年（昭和35年）6月1日：東京駅 - 大阪駅間で急行「せっつ」が運転開始。
- 1961年（昭和36年）
  - 3月1日：東京駅 - 大阪駅間で急行「金星」が運転開始。
  - 10月1日：ダイヤ改正により、次のように変更。
    1. 「銀河」の座席緩急車が二等寝台緩急車と交換され、寝台列車になる。
    2. 「せっつ」が1往復増発され、2往復になる。
    3. 「金星」が電車から客車寝台列車化。
    4. 東京駅 - 大阪駅間で「いこま」「やましろ」「よど」「六甲」が運転開始。
- 1962年（昭和37年）
  - 6月10日：東京駅 - 大阪駅間で不定期列車として急行「あかつき」が運転開始。「彗星」にビュフェ車オシ16形を連結。
  - 10月1日：「あかつき」が定期列車に変更。「やましろ」が廃止。
- 1963年（昭和38年）10月1日：東京駅 - 大阪駅間で急行「すばる」が運転開始。電車で運転されていた夜行急行「第2なにわ」を客車化のうえ寝台列車としたもの。
- 1964年（昭和39年）10月1日：東海道新幹線開業によるダイヤ改正により、次のように変更。
  1. 「彗星」「あかつき」「せっつ」「すばる」が廃止。
  2. 廃止された「彗星」のオシ16形が「銀河」に連結開始[1]。

### 東海道本線唯一の寝台急行「銀河」として
- 1965年（昭和40年）
  - 3月：「銀河」の二等寝台車2両を外しスハ44・スハフ43形が連結される。
  - 10月1日：ダイヤ改正により次のように変更。
    1. 「金星」「よど」「六甲」が廃止。
    2. 「いこま」が1往復削減されて、1往復になる。
    3. 「銀河」の運転区間が、東京駅 - 姫路駅間に延長される。同区間に運転されていた急行「はりま」の廃止に伴う措置。
- 1968年（昭和43年）10月1日：ヨンサントオのダイヤ改正により「明星」が「銀河」に統合されて廃止[1]。「銀河」は2往復になる[1]。「なにわ」が廃止。
  - なお、従来の「銀河」は上下とも「銀河」2号となり、「明星」は上下とも「銀河」1号となった。
- 1972年（昭和47年）3月15日：ダイヤ改正により「銀河」は東京駅 - 大阪駅間の運転に統一[1]。また、上下とも「銀河」1号に東京駅 - 紀伊勝浦駅間の急行「紀伊」と併結運転開始[1]。
- 1975年（昭和50年）3月10日：ダイヤ改正により「銀河」の1往復が廃止[1]。
- 1976年（昭和51年）2月20日：「銀河」が20系客車に置き換え[1]。
- 1980年（昭和55年）7月25日：「急行」の文字のみだったテールマークから、列車名とイラストが入ったテールマークに変更され同日大阪発より提出[11]。客車急行列車として絵入りテールマークの復活となる。
- 1984年（昭和59年）2月1日：ダイヤ改正により、東京駅到着時刻が9時台から6時台に変更。大阪駅発車時刻も若干早まるが、途中駅での「瀬戸」や「出雲」4号の待避がなくなる。
- 1985年（昭和60年）3月14日：ダイヤ改正により「銀河」が20系客車から14系客車に置き換えられる[1]。
- 1986年（昭和61年）11月1日：ダイヤ改正により定期「銀河」が14系客車から24系25形客車に置き換えられる[12]。
- 1991年（平成3年）3月16日：ダイヤ改正により、担当車掌区が東日本旅客鉄道東京車掌区からJR西日本大阪車掌区に変更。[要出典]
- 2001年（平成13年）3月3日：ダイヤ改正により1両減車される。
- 2008年（平成20年）3月15日：ダイヤ改正により「銀河」は廃止される。

| 所属     | 宮原総合運転所              | 宮原総合運転所              | 宮原総合運転所              | 宮原総合運転所              | 宮原総合運転所              | 宮原総合運転所              | 宮原総合運転所              | 宮原総合運転所              | 宮原総合運転所              |                             |                             |                             |                             |
| 号車     | 電源車                      | 1                           | 2                           | 3                           | 4                           | 5                           | 6                           | 7                           | 8                           |                             |                             |                             |                             |
| 客車形式 | カニ24 11                   | オロネ24 102                | オハネフ25 133              | オハネ25 158                | オハネ25 196                | オハネ25 251                | オハネフ25 131              | オハネ25 160                | オハネフ25 132              |                             |                             |                             |                             |
| 機関車   | 東京→大阪 EF65-1114（田端） | 東京→大阪 EF65-1114（田端） | 東京→大阪 EF65-1114（田端） | 東京→大阪 EF65-1114（田端） | 東京→大阪 EF65-1114（田端） | 東京→大阪 EF65-1114（田端） | 東京→大阪 EF65-1114（田端） | 東京→大阪 EF65-1114（田端） | 東京→大阪 EF65-1114（田端） | 東京→大阪 EF65-1114（田端） | 東京→大阪 EF65-1114（田端） | 東京→大阪 EF65-1114（田端） | 東京→大阪 EF65-1114（田端） |

| 所属     | 宮原総合運転所              | 宮原総合運転所              | 宮原総合運転所              | 宮原総合運転所              | 宮原総合運転所              | 宮原総合運転所              | 宮原総合運転所              | 宮原総合運転所              | 宮原総合運転所              |                             |                             |                             |                             |
| 号車     | 電源車                      | 1                           | 2                           | 3                           | 4                           | 5                           | 6                           | 7                           | 8                           |                             |                             |                             |                             |
| 客車形式 | カニ24 104                  | オロネ24 6                  | オハネフ25 150              | オハネ25 191                | オハネ25 161                | オハネ25 207                | オハネフ25 47               | オハネ25 167                | オハネフ25 46               |                             |                             |                             |                             |
| 機関車   | 大阪→東京 EF65-1112（田端） | 大阪→東京 EF65-1112（田端） | 大阪→東京 EF65-1112（田端） | 大阪→東京 EF65-1112（田端） | 大阪→東京 EF65-1112（田端） | 大阪→東京 EF65-1112（田端） | 大阪→東京 EF65-1112（田端） | 大阪→東京 EF65-1112（田端） | 大阪→東京 EF65-1112（田端） | 大阪→東京 EF65-1112（田端） | 大阪→東京 EF65-1112（田端） | 大阪→東京 EF65-1112（田端） | 大阪→東京 EF65-1112（田端） |

## 登場する作品
- 内田百閒『春光山陽特別阿房列車』三笠書房、1952年（「第二阿房列車」に収録）。
- 西村京太郎『寝台急行「銀河」殺人事件』文藝春秋、1985年。ISBN 4-16-308310-3。
同作は原作が20系客車時代に発表されたが、後にテレビドラマ化された際は丁度14系客車時代であり、トリックの都合を合わせるため、1号車（スハネフ14）を団体扱いという設定にしている。
- 宮脇俊三『時刻表おくのほそ道』文藝春秋、1982年。ISBN 9784167331016。
- 三宅俊彦『寝台急行「銀河」物語』JTBパブリッシング、2008年。ISBN 978-4-533-07067-9。